# Dzień Energetyka
Dzień Energetyka – polskie święto branży energetycznej, obchodzone w dniu 14 sierpnia.
Dzień Energetyka ustanowiono w roku 1956 i obchodzony był do roku 1972 dnia 1 września. Ustanowienie tego święta poprzedziła Karta Energetyka. Na mocy Uchwały Rady Ministrów z kwietnia 1973 roku w sprawie obchodów uroczystości branżowych, zakładowych i regionalnych, Dzień Energetyka w okresie od 1973 do 1990 był obchodzony w pierwszą niedzielę września.
W 1991 patronem energetyków ogłoszono św. Maksymiliana Kolbego, z zamiłowania elektryka, który zginął męczeńsko w obozie koncentracyjnym 14 sierpnia 1941 roku. Data ta została przyjęta jako Dzień Energetyka i obowiązuje do dziś.

## Obchody na świecie
W ZSRR Dzień Energetyka (ros. День энергетика) ustanowiono 23 maja 1966 roku na pamiątkę przyjęcia państwowego planu elektryfikacji Rosji w 1920 roku. Od tej pory święto to funkcjonuje w Rosji i byłych republikach radzieckich. 1 listopada 1988 roku święto przeniesiono na  trzecią niedzielę grudnia. Od 1994 roku Dzień ten obchodzony jest 22 grudnia na pamiątkę zarządzenia z 1920 roku o budowie pierwszych hydroelektrowni na terenie ZSRR. 
Obecnie święto to występuje poza Rosją m.in. w Armenii, Kirgistanie, Białorusi oraz na Ukrainie i obchodzone jest 22 grudnia.